# Pekari Wagnerův
Pekari Wagnerův (Catagonus wagneri) je jihoamerický nepřežvýkavý sudokopytník, pokládaný za nejprimitivnější z recentních druhů pekariů. Ze všech pekariů je také nejvzácnější. V literatuře je uváděn i pod domorodým názvem tagua, pocházejícího z jazyka guaraní.

## Popis
Pekari Wagnerův připomíná vzhledem pekari páskovaného, je však výrazně větší. Dosahuje hmotnosti 30 - 40 kg, délky těla až 110 cm a výšky v kohoutku až 70 cm. Zbarvení je šedohnědé, s nevýraznou kresbou na plecích a krku. Ta se skládá ze dvou pásků, z nichž jeden se nachází pod bradou a druhý se táhne od hrdla šikmo vzhůru až ke kohoutku. Srst je hrubá a štětinatá. Zvláště dlouhé a tvrdé štětiny má na šíji, které může v rozrušení prudce naježit. Tento druh má velké, střapaté boltce, vysoké končetiny a delší rypák než ostatní druhy pekariů a liší se od nich i anatomickými znaky, především tím, že má na končetinách vyvinuté čtyři prsty (ostatní pekariové jen tři). Tím se pekari Wagnerův blíží pravým prasatům.

## Rozšíření
Pekari Wagnerův obývá oblast Gran Chaco na hranicích Argentiny, Paraguaye, Bolívie a Brazílie. Vyhledává křovinaté savany s porosty palem a kaktusů, pahorkatiny a polopouštní oblasti. Bažinám a otevřeným krajům se vyhýbá. Je ohrožován lovem a ničením biotopů. Dnes žije přibližně 3 200 jedinců.

## Způsob života
Život pekariů Wagnerových je málo znám. Po celý rok žijí v rodinných tlupách v počtu 4–10 zvířat. Pohybují se v křovinách a porostech kaktusů, zřídkakdy vycházejí do otevřené krajiny. Mají denní aktivitu, ale žijí skrytě a jsou velmi plaší, takže se s nimi člověk setká jen vzácně. Pekari se živí hlavně kaktusy, kořeny a oddenky rostlin, sbírá také spadané plody stromu inga (Inga alba) nebo drobné živočichy. Dužnaté kaktusy mu poskytují také vodu, takže pije méně než příbuzné druhy.
Březost trvá asi pět a půl měsíce, přesnější údaje chybí. Mláďata se rodí v období od září do listopadu. Ve vrhu bývají většinou tři mláďata. Dospívají ve třech letech a mohou se dožít 15 let. Loví je puma a jaguár.

## Historie
Pekari Wagnerův byl objeven pozoruhodným způsobem. Již na počátku 20. století popsal argentinský paleontolog Florentino Ameghino z pliocenních vrstev fosilní rod pekariů Catagonus. Z jeho materiálu byl roku 1930 popsán italských zoologem Rusconim druh Catagonus wagneri. Dlouhou dobu byl pokládán za vyhynulé, prehistorické zvíře. Teprve roku 1971 byla objevena žijící populace na severu argentinské provincie Salta.
Jeho blízcí příbuzní, patřící do roku Platygonus byli v miocénu (mladších třetihorách), pliocénu (nejmladších třetihorách) a pleistocénu (starších čtvrtohorách) široce rozšířeni v Severní Americe.

## Chov v zoo
Pekari Wagnerův je v zoologických zahradách chován jen výjimečně. V celé Evropě jej na jaře 2018 chovalo jen šest institucí. O rok později se jednalo o sedm institucí (nově Zoo Lipsko) se 37 jedinci. Pravidelně tento druh rozmnožuje pouze Tierpark Berlin. V roce 2018 se odchov jednoho jedince podařil také v Zoo Planckendael v Belgii.
V Česku ho chová pouze Zoo Jihlava (od roku 2014) a Zoo Praha.

### Chov v Zoo Praha
Chov tohoto druhu je v Evropě vzácný, má jej devět zoologických zahrad a celkový počet chovaných jedinců k 8. březnu 2022 činil 49. V Zoo Praha chov započal v červnu 2016. Na počátku roku 2018 byli chováni dva samci a dvě samice. Dne 4. května 2019 se v Zoo Praha narodila dvě selata (samec a samice).). Další dvě mláďata se narodila 29. 3. 2020 a jedno přibylo v červnu téhož roku. Zatím poslední pár selat se narodil roku 2021 a v březnu 2022 ošetřovatel Radoslav Mourek ohlásil další očekávaný přírůstek březí samice. Po několika úspěšných odchovech dvojčat se na jaře 2025 poprvé v pražském chovu narodila trojčata.
Pekari Wagnerův je k vidění v horní části zoo nad výběhem vlků.